# 第11回全日本大学野球選手権大会
| 出場校          | - |
| 参加校数        | - |
| 優勝            | - |
| 準優勝          | - |
| 試合数          | - |
| 選手宣誓        | - |
| 総入場者数      | - |
| 1日最高入場者数 | - |

第11回全日本大学野球選手権大会（だい11かいぜんにほんだいがやきゅうせんしゅけんたいかい）は、全日本大学野球選手権大会である。